# Акші (Екібастузька міська адміністрація)
Акші́ (каз. Ақши) — село у складі Екібастузької міської адміністрації Павлодарської області Казахстану. Входить до складу Екібастузького сільського округу.
Населення — 38 осіб (2021; 56 у 2009, 130 у 1999, 444 у 1989).
Національний склад станом на 1989 рік:
- казахи — 100 %

У радянські часи село мало також назву Акіш.